# Baccon
Baccon település Franciaországban, Loiret megyében. Lakosainak száma 643 fő (2022. január 1.). Baccon Coulmiers, Beauce-la-Romaine, Villermain, Le Bardon, Charsonville, Cravant, Huisseau-sur-Mauves és Meung-sur-Loire községekkel határos.

## Népesség
A település népességének változása:
| Lakosok száma | 431  | 517  | 568  | 631  | 715  | 706  | 690  | 654  | 651  | 643  |
|               | 1968 | 1982 | 1990 | 2006 | 2013 | 2015 | 2017 | 2019 | 2020 | 2022 |